# Дэвис, Дон (композитор)
Дональд Ромейн «Дон» Дэвис (англ. Don Davis; род. 4 февраля 1957) — американский композитор, дирижёр и аранжировщик.

## Биография
Родился в Анахайме, Калифорния. В 9 лет начал учиться играть на фортепиано и трубе, музыку пишет с 12 лет. Занимался аранжировкой и солировал в различных джазовых ансамблях.
Окончив школу, поступил в Калифорнийский университет в Лос-Анджелесе. Учился по композиции у Хенри Лазарова, брал уроки оркестровки у Альберта Харриса, который познакомил Дэвиса с Джо Харнеллом.
Первой работой молодого композитора стал телесериал «Супруги Харт». Более 10 лет работал аранжировщиком у таких композиторов, как Майкл Кеймен, Джеймс Хорнер, Алан Сильвестри и Рэнди Ньюман, с которым Дэвис работает по сей день.
Мировую известность как самостоятельный композитор получил после выхода трилогии «Матрица». Саундтреки, написанные в авангардном направлении, сильно выделяются среди подобных работ того времени атональностью и обилием средств, присущих алеаторической технике, в частности, в некоторых темах к фильмам присутствуют кластеры.
Автор аранжировок для 86-й церемонии вручения премии «Оскар».
Лауреат двух премий «Эмми» (за сериалы «Красавица и Чудовище» и «Подводная одиссея»).

## Фильмография
- 1984 — Гиперкосмос / Hyperspace
- 1992 — Приключения мультяшек: Как я провёл каникулы / Tiny Toon Adventures: How I Spent My Vacation
- 1995 — Каникулы Гуфи / A Goofy Movie (с Картером Бёруэллом)
- 1996 — Связь / Bound
- 1999 — Матрица / The Matrix
- 1999 — Универсальный солдат 2: Возвращение / Universal Soldier: The Return
- 1999 — Дом ночных призраков / House on Haunted Hill
- 2001 — Парк юрского периода III / Jurassic Park III
- 2001 — День святого Валентина / Valentine
- 2001 — Грехи отца / The Unsaid
- 2001 — В тылу врага / Behind Enemy Lines
- 2001 — Опасная правда / Antitrust
- 2002 — Давно умерший: Месть джинна / Long Time Dead
- 2002 — Баллистика: Экс против Сивер / Ballistic: Ecks vs. Sever
- 2003 — Матрица: Перезагрузка / The Matrix Reloaded
- 2003 — Матрица: Революция / The Matrix Revolutions
- 2003 — Аниматрица / The Animatrix
- 2004 — Космическая одиссея: Путешествие к планетам / Space Odyssey: Voyage to the planets
- 2006 — Морской пехотинец
- 2017 — Токийский Гуль/Tokyo Ghoul